# エジプトの首相
エジプトの首相（エジプトのしゅしょう、List of prime ministers of Egypt）は、エジプト政府の長。
アラビア語の肩書きの直訳は、「エジプトの大臣」と「政府の大統領」です。
アラビア語の称号は、シリアとエジプトで同じアラビア語の称号であるにもかかわらず、シリアの首相の場合のように、「閣僚評議会の議長」と訳すこともできる。

## 首相の一覧
| 代                                            | 氏名                                         | 在職期間                        | 画像 |
| --------------------------------------------- | -------------------------------------------- | ------------------------------- | ---- |
| 1                                             | ヌーバール・パシャ                           | 1878年8月28日-1879年2月23日     |      |
| -                                             | イスマーイール・パシャ                       | 1879年2月23日-3月10日           |      |
| 2                                             | タウフィーク・パシャ                         | 1879年3月10日-4月7日            |      |
| 3                                             | ムハンマド・シャリーフ・パシャ               | 1879年4月7日-8月18日            |      |
| -                                             | タウフィーク・パシャ                         | 1879年8月18日-9月21日           |      |
| 4                                             | ムスタファ・リヤード・パシャ                 | 1879年9月21日-1881年9月10日     |      |
| (3)                                           | ムハンマド・シャリーフ・パシャ               | 1881年9月14日-1882年2月4日      |      |
| 5                                             | マフムード・サーミー・エル＝バールーディー   | 1882年2月4日-5月26日            |      |
| 6                                             | イスマーイール・ラーギブ・パシャ             | 1882年6月18日-8月21日           |      |
| -                                             | アフマド・オラービー                         | 1882年7月1日-9月13日            |      |
| (3)                                           | ムハンマド・シャリーフ・パシャ               | 1882年8月21日-1884年1月7日      |      |
| (1)                                           | ヌーバール・パシャ                           | 1884年1月10日-1888年6月9日      |      |
| (4)                                           | ムスタファ・リヤード・パシャ                 | 1888年6月9日-1891年5月12日      |      |
| 7                                             | ムスタファ・ファフミー・パシャ               | 1891年5月12日1893年1月15日      |      |
| 8                                             | フセイン・ファフリー・パシャ                 | 1893年1月15日1月17日            |      |
| (4)                                           | リヤード・パシャ                             | 1893年1月17日-1894年4月16日     |      |
| (1)                                           | ヌーバール・パシャ                           | 1894年4月16日-1895年11月12日    |      |
| (7)                                           | ムスタファ・ファフミー・パシャ               | 1895年11月12日-1908年11月12日   |      |
| 9                                             | ブトロス・ガーリー                           | 1908年11月12日-1910年2月21日    |      |
| 10                                            | ムハンマド・サイード・パシャ                 | 1910年2月22日-1914 年 4 月 5 日 |      |
| 11                                            | フセイン・ルシュディー・パシャ               | 1914年4月5日12月19日            |      |
| エジプトのスルタン国 (1914–1922)              |                                              |                                 |      |
| (11)                                          | フセイン・ルシュディー・パシャ               | 1914年12月19日-1919年4月12日    |      |
| (10)                                          | ムハンマド・サイード・パシャ                 | 1919年5月21日11月19日           |      |
| 12                                            | ユーセフ・ワフバ・パシャ                     | 1919年11月19日-1920年5月20日    |      |
| 13                                            | ムハンマド・タウフィーク・ナシーム・パシャ   | 1920年5月20日-1921年3月16日     |      |
| 14                                            | アドリー・ヤカン・パシャ                     | 1921年3月16日-1922年3月1日      |      |
| エジプト王国 (1922–1953)                      |                                              |                                 |      |
| 15                                            | アブドゥルハーリク・サルワト・パシャ         | 1922年3月1日-11月30日           |      |
| (13)                                          | ムハンマド・タウフィーク・ナシーム・パシャ   | 1922年11月30日-1923年3月15日    |      |
| 16                                            | ヤフヤー・イブラヒーム・パシャ               | 1923年3月15日-1924年1月26日     |      |
| 17                                            | サアド・ザグルール                           | 1924年1月26日1月24日            |      |
| 18                                            | アフマド・ジーワル・パシャ                   | 1924年11月24日-1926年6月7日     |      |
| (14)                                          | アドリー・ヤカン・パシャ                     | 1926年6月7日-1927年4月26日      |      |
| (15)                                          | アブドゥルハーリク・サルワト・パシャ         | 1927年4月26日-1928年3月16日     |      |
| 19                                            | ムスタファ・エン＝ナハース・パシャ           | 1928年3月16日-6月27日           |      |
| 20                                            | ムハンマド・マフムード・パシャ               | 1928年6月27日-1929年10月4日     |      |
| (14)                                          | アドリー・ヤカン・パシャ                     | 1929年10月4日-1930年1月1日      |      |
| (19)                                          | ムスタファ・エン＝ナハース・パシャ           | 1930年1月1日-6月20日            |      |
| 21                                            | イスマーイール・シドゥキー・パシャ           | 1930年6月20日-1933年9月22日     |      |
| 22                                            | アブドゥルファッターフ・ヤヒヤ・パシャ       | 1933年9月22日-1934年11月15日    |      |
| (13)                                          | ムハンマド・タウフィーク・ナシーム・パシャ   | 1934年11月15日-1936年1月30日    |      |
| 23                                            | アリー・マーヘル・パシャ                     | 1936年1月30日-5月9日            |      |
| (19)                                          | ムスタファ・エン＝ナハース・パシャ           | 1936年5月9日-1937年12月29日     |      |
| (20)                                          | ムハンマド・マフムード・パシャ               | 1937年12月29日-1939年8月18日    |      |
| (23)                                          | アリー・マーヘル・パシャ                     | 1939年8月18日-1940年6月28日     |      |
| 24                                            | ハサン・サブリー・パシャ                     | 1940年6月28日-11月15日          |      |
| 25                                            | フセイン・シッリー・パシャ                   | 1940年11月15日-1942年2月6日     |      |
| (19)                                          | ムスタファ・エン＝ナハース・パシャ           | 1942年2月6日-1944年10月10日     |      |
| 26                                            | アフマド・マーヘル・パシャ                   | 1944年10月10日-1945年2月24日    |      |
| 27                                            | マフムード・エン＝ノクラーシー・パシャ       | 1945年2月26日-1946年2月17日     |      |
| (21)                                          | イスマーイール・シドゥキー・パシャ           | 1946年2月17日-12月9日           |      |
| (27)                                          | マフムード・エン＝ノクラーシー・パシャ       | 1946年12月9日-1948年12月28日    |      |
| 28                                            | イブラヒーム・アブドゥルハーディー・パシャ   | 1948年12月28日-1949年7月26日    |      |
| (25)                                          | フセイン・シッリー・パシャ                   | 1949年7月26日-1950年1月12日     |      |
| (19)                                          | ムスタファ・エン＝ナハース・パシャ           | 1950年1月12日-1952年1月27日     |      |
| (23)                                          | アリー・マーヘル・パシャ                     | 1952年1月27日-3月2日            |      |
| 29                                            | アフマド・ナギーブ・アル＝ヒラーリー         | 1952年3月2日-7月2日             |      |
| (25)                                          | フセイン・シッリー・パシャ                   | 1952年7月2日-7月22日            |      |
| (29)                                          | アフマド・ナギーブ・アル＝ヒラーリー         | 1952年7月22日-7月23日           |      |
| (23)                                          | アリー・マーヘル・パシャ                     | 1952年7月23日-9月7日            |      |
| 30                                            | ムハンマド・ナギーブ                         | 1952年9月7日-1953年6月18日      |      |
| エジプト共和国 (1953–1958)                    |                                              |                                 |      |
| (30)                                          | ムハンマド・ナギーブ                         | 1953年6月18日-1954年2月25日     |      |
| 31                                            | ガマール・アブドゥル＝ナーセル               | 1954年2月25日-3月8日            |      |
| (30)                                          | ムハンマド・ナギーブ                         | 1954年3月8日-4月18日            |      |
| (31)                                          | ガマール・アブドゥル＝ナーセル               | 1954年4月18日-1958年2月22日     |      |
| アラブ連合共和国 (1958–1971)                  |                                              |                                 |      |
| (31)                                          | ガマール・アブドゥル＝ナーセル               | 1958年2月22日-1962年9月29日     |      |
| 32                                            | アリー・サブリー                             | 1962年9月29日-1965年10月3日     |      |
| 33                                            | ザカリヤ・モヘユッディーン                   | 1965年10月3日-1966年9月10日     |      |
| 34                                            | ムハンマド・セドゥキー・スレイマーン         | 1966年9月10日-1967年6月19日     |      |
| (31)                                          | ガマール・アブドゥル＝ナーセル               | 1967年6月19日-1970年9月28日     |      |
| 35                                            | マフムード・ファウズィ                       | 1970年10月21日-1971年9月2日     |      |
| 南部地域（エジプト）執行評議会議長(1958–1971) |                                              |                                 |      |
| 1                                             | ヌールッディーン・タラーフ                   | 1958年10月7日-1960年9月20日     |      |
| 2                                             | カマールッディーン・フセイン                 | 1960年9月20日-1961年8月16日     |      |
| エジプト・アラブ共和国 (1971–現在)            |                                              |                                 |      |
| (35)                                          | マフムード・ファウズィ                       | 1971年9月2日-1972年1月16日      |      |
| 36                                            | アジーズ・セドゥキー                         | 1972年1月16日-1973年3月26日     |      |
| 37                                            | アンワル・アッ＝サーダート                   | 1973年3月26日-1974年9月25日     |      |
| 38                                            | アブドゥルアズィーズ・ムハンマド・ヘガージー | 1974年9月25日-1975年4月16日     |      |
| 39                                            | マムドゥーフ・サーレム                       | 1975年4月16日-1978年10月2日     |      |
| 40                                            | ムスタファ・ハリル                           | 1978年10月2日-1980年5月15日     |      |
| (37)                                          | アンワル・アッ＝サーダート                   | 1980年5月15日-1981年10月6日     |      |
| 41                                            | ホスニー・ムバーラク                         | 1981年10月7日-1982年1月2日      |      |
| 42                                            | アフマド・フアード・モヘユッディーン         | 1982年1月2日-1984年6月5日       |      |
| 43                                            | カマール・ハサン・アリー                     | 1984年7月17日-1985年9月4日      |      |
| 44                                            | アリー・ロトフィー・マフムード               | 1985年9月4日-1986年11月9日      |      |
| 45                                            | アーテフ・セドゥキー                         | 1986年11月10日-1996年1月2日     |      |
| 46                                            | カマール・ガンズーリ                         | 1996年1月2日-1999年10月5日      |      |
| 47                                            | アーテフ・オベイド                           | 1999年10月5日-2004年7月14日     |      |
| 48                                            | アフマド・ナズィーフ                         | 2004年7月14日-2011年1月31日     |      |
| 49                                            | アフマド・シャフィーク                       | 2011年1月29日-3月3日            |      |
| 50                                            | イサーム・シャラフ                           | 2011年3月3日-12月7日            |      |
| (46)                                          | カマル・ガンズーリ                           | 2011年12月7日-2012年8月2日      |      |
| 51                                            | ヒシャーム・カンディール                     | 2012年8月2日-2013年7月          |      |
| 暫定                                          | ハーゼム・エル＝ベブラーウィー               | 2013年7月16日-2014年3月1日      |      |
| 52                                            | イブラヒーム・メフレブ                       | 2014年3月1日-2015年9月19日      |      |
| 53                                            | シェリーフ・イスマイール                     | 2015年9月19日-2018年6月7日      |      |
| 54                                            | モスタファ・マドブリー                       | 2018年6月14日-現職              |      |